# Das Glück der Familie Rougon

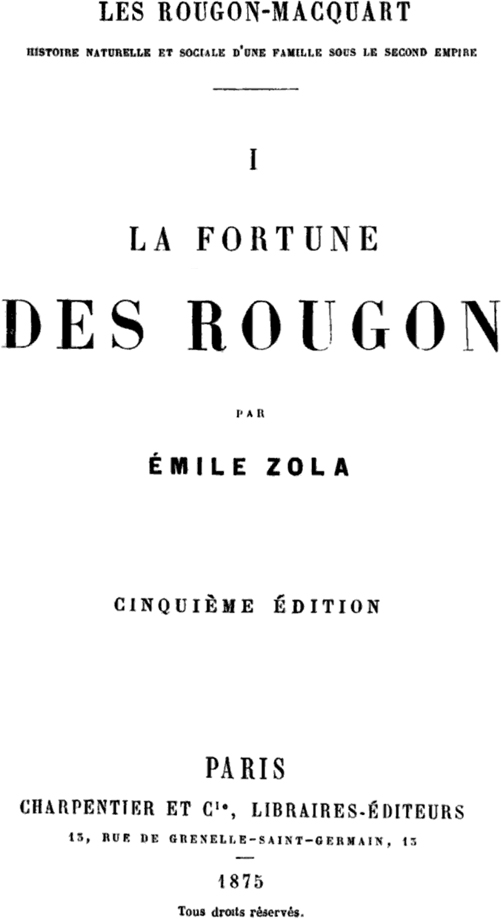
Titelseite der fünften Auflage (Erstausgabe 1871)

Das Glück der Familie Rougon (französisch La Fortune des Rougon), Erstausgabe 1871, ist der erste Band von Émile Zolas monumentalem zwanzigbändigen Rougon-Macquart-Zyklus. Die Geschichte basiert teilweise auf wahren Begebenheiten. Sie beschreibt Ereignisse um den Staatsstreich Napoleons III. im Dezember 1851 in der fiktiven Kleinstadt Plassans in Südfrankreich.

## Handlung
Nach einer erregenden Eröffnung bricht ein junges Liebespaar am Abend des Staatsstreichs aus der Stadt Plassans nachts mit dem republikanischen Militär auf. In den folgenden Kapiteln schildert Zola die vorrevolutionäre Provinz. Die Stadt Plassans, Handlungsort des Romans, wird detailliert beschrieben, bevor der Leser die exzentrische Heldin Adelaide Fouquet kennenlernt, die später Tante Dide genannt wird. Sie ist die Vorfahrin der Familien Rougon und Macquart. Ihr rechtmäßiger Sohn aus einer kurzen Ehe, ein Arbeiter namens Rougon, arbeitet auf Dides Land. Aus Dides späterer Beziehung mit dem Schmuggler, Wilddieb und Alkoholiker Macquart stammen zwei nichteheliche Kinder, ein Junge und ein Mädchen. Dide verfällt zunehmend in einen Zustand der Krankheit und senilen Demenz.
Zwei Handlungsstränge verfolgen die Schicksale beider Familienzweige. Wir sehen Pierre Rougon, den legitimen Sohn, in seinen Versuchen, seine Macquart-Halbgeschwister zu enterben, seine Hochzeit mit Felicité Puech, der gefräßigen Tochter eines Kleinhändlers, und seine wiederholt scheiternden Bestrebungen, sein Glück zu machen. Er strebt nach Ruhm und einem gehobenen Lebensstandard. Das alternde Paar lebt auf dem Niveau der unteren Mittelklasse, bis es von seinem ältesten Sohn Eugène Nachricht aus Paris erhält. Eugène ist einer der engsten Mitarbeiter Napoleons III. geworden und setzt seine Eltern von dem bevorstehenden Staatsstreich in Kenntnis. Mit Insiderinformationen versehen sammeln die Rougons Gleichgesinnte, hauptsächlich Monarchisten, um sich und veranstalten regelmäßige konspirative Treffen in ihrem Wohnzimmer, dem sogenannten Gelben Salon. Sie gewinnen Einfluss über die Verschwörer, die fürchten, auf das falsche Pferd zu setzen und ihren Besitz und ihr Glück zu verlieren.
Hier wendet sich die Geschichte dem Macquart-Zweig der Familie zu. Die Macquarts müssen hart arbeiten, um ihr Überleben zu sichern. Sie sind Nachkommen eines Alkoholikers und einer Geisteskranken und damit zu einem harten und elenden Leben verurteilt. Zolas Theorien der genetischen Vererbung, die im Vorwort des Romans erläutert werden, durchziehen den gesamten Rougon-Macquart-Zyklus. Bis in die erste Hälfte des 20. Jahrhunderts von großer Bedeutung, gelten Zolas Theorien heute allgemein als diskreditiert. Sie sind in allen Romanen präsent, wobei die Handlung der Darstellung dieser „wissenschaftlichen“ Thesen dient.
Ein dritter Zweig der Familie, die Mourets, stammt von Macquart und Dides Tochter. Die Mourets werden eingeführt, bevor die Handlung in die Nacht des Staatsstreichs zurückkehrt. Der idealistische, aber naive Silvère Mouret liebt Miette Chantegreil, um die er lange geworben hat. Sie beschließen, sich den republikanischen Truppen anzuschließen, um den Staatsstreich niederzuschlagen. Im weiteren Handlungsverlauf entwickelt das Ehepaar Rougon einen Plan, um die in Plassans verbliebenen Republikaner im Rathaus zu überwältigen. Der Plan gelingt. Die Rougons erlangen durch ihre „Heldentat“ die Gunst des Imperators. Der jüngste Sohn der Rougons, der republikanische Journalist Aristide Rougon, stellt sich nach anfänglichem Zögern auf die Seite der neuen Machthaber. Im Roman Die Beute geht er nach Paris, wo er unter dem Namen Saccard durch Immobiliengeschäfte zu Reichtum kommt. Beim Zusammenstoß mit napoleonischen Truppen wird Miette getötet. Silvère gerät in Gefangenschaft. Er wird nach Plassans zurückgebracht und dort erschossen.